# Trachysmatis
Trachysmatis là một chi bướm đêm thuộc họ Erebidae.